# Wild Beasts
Wild Beasts est un groupe de rock indépendant originaire de Kendal en Angleterre.
Ils sortent leur premier single, Brave Bulging Buoyant Clairvoyants, en novembre 2006 sur le label Bad Sneakers Records. En 2007 ils signent chez Domino Records. Ils ont sorti 3 albums : Limbo, Panto en 2008, Two Dancers en 2009 et Smother en 2011. Le groupe sort un quatrième album Present Tense, qui paraitra le 24 février 2014. Wanderlust, titre d'ouverture de l'album, sortira en single à la même date.

## Membres
- Hayden Thorpe : chant, guitare, basse, claviers
- Tom Fleming : basse, chant, guitare, claviers
- Ben Little : guitare, claviers
- Chris Talbot : batterie, chant

## Histoire
En 2002, Hayden Thorpe et Ben Little forment le duo « Fauve ». En Janvier 2004, le batteur Chris Talbot et le bassiste Gareth « Gaz » Bullock rejoignent le groupe et deviennent « Wild Beasts ». Le quatuor enregistre leur démo éponyme en juin 2004. En septembre 2005, le groupe, déplacé à Leeds, remplace Bullock le bassiste par Tom Fleming à temps plein. Wild Beasts signe sur le label Bad Sneakers Records en août 2006. Ils enregistrent une session live de trois titres en novembre 2006 pour l'émission Brain Surgery de Marc Riley (en) sur BBC 6 Music. En février 2007, Wild Beasts signent chez Domino Records. Un deuxième single sort sur Bad Sneakers Records en avril 2007, Trough Dark Night. En mai 2007, le magazine de musique NME place Wild Beasts comme l'un des dix groupes « pressentis pour le sommet ». Leur premier album Limbo, Panto qui sort le 16 juin 2008 est décrit comme « brillant ». Le single qui accompagne l'album The Devil's Crayon sort juste après le 30 juin.
Two Dancers, le deuxième album du groupe, sort en août 2009 et a été largement acclamé par la presse et fut annoncé dans la liste des meilleurs albums 2009,. Pour cet album le groupe est nommé pour le Prix Mercury en 2010.
Le troisième album studio de Wild Beasts, intitulé Smother, sort en mai 2011. Le groupe s'enrichit de Katie Harkin (du groupe Sky Larkin (en)) lors de sa tournée.

## Discographie

### Albums
- 2008 : Limbo, Panto (Domino Records)
- 2009 : Two Dancers (Domino Records)
- 2011 : Smother (Domino Records)
- 2014 : Present Tense (Domino Records)
- 2016 : Boy King (Domino Records)

### Maxis
- 2004 : Wild Beasts
- 2005 : Esprit De Corps
- 2005 : All Men

### Singles
- 2006 : Brave Bulging Buoyant Clairvoyants/The Old Dog (Bad Sneakers Records)
- 2007 : Through Dark Night/Please Sir (Bad Sneakers Records)
- 2007 : Assembly/Sylvia, A Melodrama (Domino Records)
- 2008 : The Devil's Crayon/Treacle Tin (Domino Records)
- 2008 : Brave Bulging Buoyant Clairvoyants/Mummy's Boy (Domino Records)
- 2009 : Hooting & Howling/Through the Iron Gate (Domino Records)
- 2009 : All The King's Men (Domino Records)
- 2010 : We Still Got The Taste Dancin' On Our Tongues (Domino Records)
- 2011 : Albatross/Smother (Domino Records)
- 2011 : Bed of Nails/Catherine Wheel (Domino Records)
- 2011 : Reach a Bit Further/Thankless Thing (Domino Records)
- 2014 : Wanderlust (Domino Records)

## Récompenses
- 2011 : London Awards for Art and Performance (en)